# 島津久世
島津 久世（しまづ ひさよ）は、室町時代の武将。薩摩国島津氏の分家・総州家4代当主。

## 生涯
3代当主・島津守久の子として誕生。
応永20年（1413年）、伊集院頼久が反乱を起こすと（伊集院頼久の乱）、島津宗家8代当主・島津久豊に請われ出陣する。東市来宮園に進軍、伊集院軍の後方を襲う計画であったが突如裏切り久豊の軍を襲撃、伊集院方に勝利をもたらす。伊集院頼久はその功績に報いて、父守久の代に没収された川辺の地を久世に与える。しかし頼久は肥後国相良氏の援護を受けた久豊に大敗。応永24年（1417年）、久世は和解のため久豊の下を訪れた後、宿舎を包囲され自殺した。
子・久林は久豊の子・島津忠国に攻められ、守久と共に肥前国へ逃亡、永享2年（1430年）に薩摩に戻ったが、忠国の襲撃を受けて自殺、総州家は断絶した。